# Svatý rok 1525
Jubilejní Svatý rok 1525 (8. řádné univerzální jubileum) navázal na předchozí Svatý rok 1500 a sérii jubilejních let od roku 1300, kdy tato tradice začala. Tento Svatý rok 1525 však tvořil kontrast oproti předcházejímu, který se slavil na začátku 16. století. Poměry v církvi a ve světě se od roku 1500 velmi změnily.

## Kontext doby

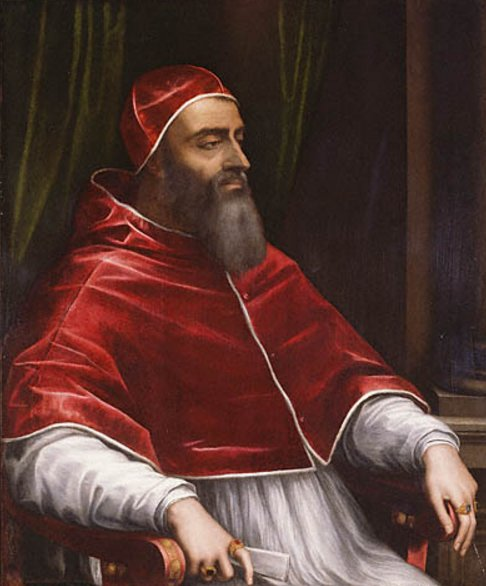
Klement VII. za jehož pontifikátu se konal Svatý rok 1525

Na papežském trůně seděl Klement VII. z florentského rodu Medici, jehož otec Julián byl kdysi před jeho zraky úkladně zavražděn při bohoslužbách ve florentské katedrále. Klement VII. se papežem stal 18. listopadu 1523, pět let poté, co Martin Luther zahájil ve Wittenbergu „reformu“ církve ve jménu evangelia legendárním halasným přibitím svých tezí na dveře zámecké kaple. Ve Švýcarsku v Curychu prováděl svou reformu kněz Ulrich Zwingli.
Papež nebyl schopen čelik tak těžké situaci a nemohl ani zmenšit její následky. To se také projevilo při slavení Svatého roku 1525. Vyhlásil toto jubileum v okamžiku, kdy se v Curychu ženil Zwingli a kdy se v Německu chystal k sňatku Martin Luther s cisterciáckou mniškou Kateřinou z Bora. Tragický odpad celých zemí od katolické církve, politické vydírání papeže mladým francouzským králem Františkem I. a císařem Karlem V. učinily z tohoto papeže jednu z nejsmutnějších postav na papežském stolci a „nejnešťastnějšího ze všech papežů“.
Ze strany reformátorů přicházela ostrá kritika praxe odpustků. K úplnému obrazu je však třeba přidat, že vedle protestantského reformačního varu, živeného Lutherovým nacionalismem s podporou světské moci, která však nikdy nedosáhla vnitřní jednoty, zrála skutečná obnova uvnitř církve, málo viditelná a tichá. V této době prožívají léta svého mládí ti, kteří k obnově nejvíce přispějí: světci Filip Neri, Kajetán z Tiene, Ignác z Loyoly i Terezie Veliká.

## Zahájení Svatého roku 1525
Přípravy na Svatý rok byly zahájeny 18. dubna 1524, ačkoliv v Římě řádil mor. V konzistořích, jež následovaly, učinil Klement VII. další rozhodnutí. 8. září 1524 nařídil několik reformačních kroků, totiž vizitaci všech římských kostelů spolu s případnou nápravou nedostatků, prověření diecézních kněží a případný zákaz konání bohoslužeb během Svatého roku nevzdělaným a neschopným, žádost generálním představeným řádů o dobré řeholníky, kteří by spolu s papežskými penitenciáři konali během roku službu zpovědníků v jubilejních bazilikách.
Klement VII. vyhlásil Svatý rok 1525 bulou Inter sollicitudines et cura 17. prosince 1524. Svatý rok začal prvními nešporami vigilie Narození Páně, která připadla tehdy na sobotu. Svatou bránu baziliky sv. Petra otevřel 24. prosince 1524, jak se zdá, poprvé v dějinách použitím zlatého kladívka. Tento jubilejní rok však byl pouhým stínem slávy předešlých Svatých let. Obřad otevření byl strohý a důstojný, neboť papež byl svou povahou zdrženlivý a oddával se kajícím skutkům, zvláště postu. Jediný zaznamenaný incident byla rvačka o cihly, která se strhla mezi lidmi po otevření Svaté brány.

## Slavní poutníci

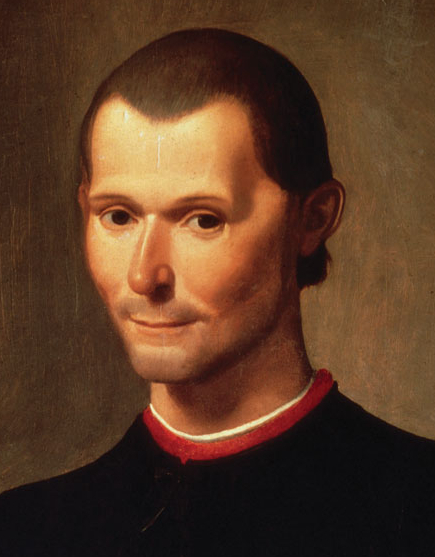
Portrét Niccolò Machiavelliho, který se zúčastnil Svatého roku 1525

V Římě o tomto Svatém roce chyběli poutníci ze zaalpských zemí včetně Čechů. Byl to důsledek reformace. Martin Luther svým způsobem napsal scholia proti bulám týkajícím se vyhlášení Svatého roku. Oproti tomu však ukázali Římané větší horlivost a vykonávali předepsané pouti i vícekrát, často bosi. Na ulicích bylo možné vidět procesí zpívající Miserere. Byly obnoveny i různé náboženské manifestace, jako např. lidé drama o utrpení Kristově v Koleseu. Klement VII. dal razit k Svatému roku, jak to dělali i jeho předchůdci, tři zlaté mince. Na největší z nich byla zobrazena se sv. Petrem a Pavlem Svatá brána, jež se pak objevovala na bronzových jubilejních medailích. Tradici jubilejních mincí zavedl Mikuláš V., který je poprvé dal razit ve Svatém roce 1450.
Tento Svatý rok lze nazvat jubilejním rokem umělců a humanistů. Připutoval Pietro Bembo, Jacopo Sansovino i Benvenuto Cellini, který nemohl najít zpovědníka na rozhřešení z jistých svých hříchů, a když byl rozhřešen během Svatého roku papežem, často pak přijímal svátosti. V tomto roce byl v Římě i Niccolò Machiavelli. Připutoval i sv. Kajetán z Tiene, jeden z pozdějších zakladatelů řádu theatinů, který hrál nemalou úlohu při provádění mravní obrody církve.
Dva roky po Svatém roce byl Řím napaden a vypleněn císařskými vojsky Karla V. Řím byl vyrabován.

#### Studie a články
- Anni Santi (Gli). Torino: [s.n.], 1934. (italsky)
- BARGELLINI, Piero. L'Anno Santo nella storia, nella letteratura e nell’ arte. Florencie: [s.n.], [1974]. 318 s. (italsky)
- CASTELLI, Giulio. Gli Anni Santi. Il grande perdono. Rocca S. Casciano: [s.n.], 1949. (italsky)
- CECCHETTI, I. The Sublime City. Washington – Řím: Frediani G, 1950. (anglicky)
- CECCHETTI, I. Roma nobilis. L’idea, la missione, le memoria. Il destino di Roma. Řím: Cechetti I., 1950. (italsky)
- Storia e typografia dell’ Anno Santo. Vatikán: Comitato centrale per l’Anno Santo, 1974. (italsky)
- DE BLASI, Jolanda. Giubileo. Racconto di sei secoli e mezzo (1300–1950). Florencie: Del Turco Ed., 1950. 624 s. (italsky)
- DI MEGLIO, S. Breve storia dell’Anno Santo. Siena: [s.n.], 1973. (italsky)
- DUMEIGE, G. L’accueil de Rome aux pelegrins du Jubilé de 1575 (přednáška v Centre d’Études saint Louis de France, 10. prosince 1974). [s.l.]: [s.n.] (francouzsky)
- DVPRÉ THESEIDER, E. Roma dal Comune del popolo alla Signoria pontificia (1252–1377). [s.l.]: [s.n.], 1952. (italsky)
- FRUGONI, A. La devozione dei Bianchi del 1399. In:  L’attesa dell’età nuova nella spiritualità della fine del medio evo. [s.l.]: Todi, 1962. S. 232–248. (italsky)
- GALUZZI, A. Gli Anni Santi nell’età moderna, v: Schede di storia della Chiesa nell’età moderna. Řím: [s.n.], 1994–19952. S. 265–324. (italsky)
- GORDINI, G. D. Storie dei pellegrini, di briganti e di anni santi, (Chiesa sotto inchiesta, 3). Torino: [s.n.], [1974]. (italsky)
- MARONI LOMBROSO, M; MARTINI, A. Le confraternite romane nelle loro Chiese. Řím: [s.n.], 1963. (italsky)
- MARTIRE, E. Santi e Birboni. Luci ed ombre nella storia dei giubilei. Milano: [s.n.], 1950. (italsky)
- MELIS, F. Movimenti di popoli e motivi economici nel giubileo del 1400; v: Miscellanea Gilles Gerard Meerseman, I,. Padova: [s.n.], 1970. S. 343–367. (italsky)
- Mostra documentaria degli Anni Santi (1300–1975). Vatikán: [s.n.], 1975. (italsky)
- PASTOR, L., von. Storia dei papi dalla fine del medio evo ..., 20 sv.. 1950–1963 (fototypické vyd. 1971). vyd. Řím: [s.n.] (italsky)
- POLC, Jaroslav Václav. De origine festi Visitazione. Řím: (Coronas Lateranensis, 9A), 1967. (italsky)
- POLC, Jaroslav Václav. La festa della Visitazione e il Giubileo del 1390. Rivista di storia della Chiesa in Italia 29. 1975, s. 149–172. (italsky)
- SCHMIDT, H. Bullarium Anni Sancti. Řím: [s.n.], 1949. (latinsky)
- SECRET, F. Le „Tractatus de anno Jubilaei de Lazaro da Viterbo. Grégoire XIII e la Kabbale chrétiénne, Rinascimento“, serie II., 6. 1966, s. 305–333. (italsky)
- Storia e topografia dell’Anno Santo. Vatikán: Comitato centrale per l’Anno Santo, 1974. (italsky)

#### Periodika
- Acta Sanctae Sedis (–1904). Acta Apostolicae Sedis. (–1904). (latinsky)
- Anno Santo, Řím. 1973–1975. (italsky)
- Civiltà Cattolica (La), Řím (italsky)
- Jubilaeum. Ephemerides Anni Sancti, Città del Vaticano. [1974/1975].
- Nový život, Řím
- L'Osservatore Romano, Città del Vaticano (italsky)